# Tramway 69 Enghien - Montmorency
Ne doit pas être confondu avec Ligne d'Enghien-les-Bains à Montmorency.

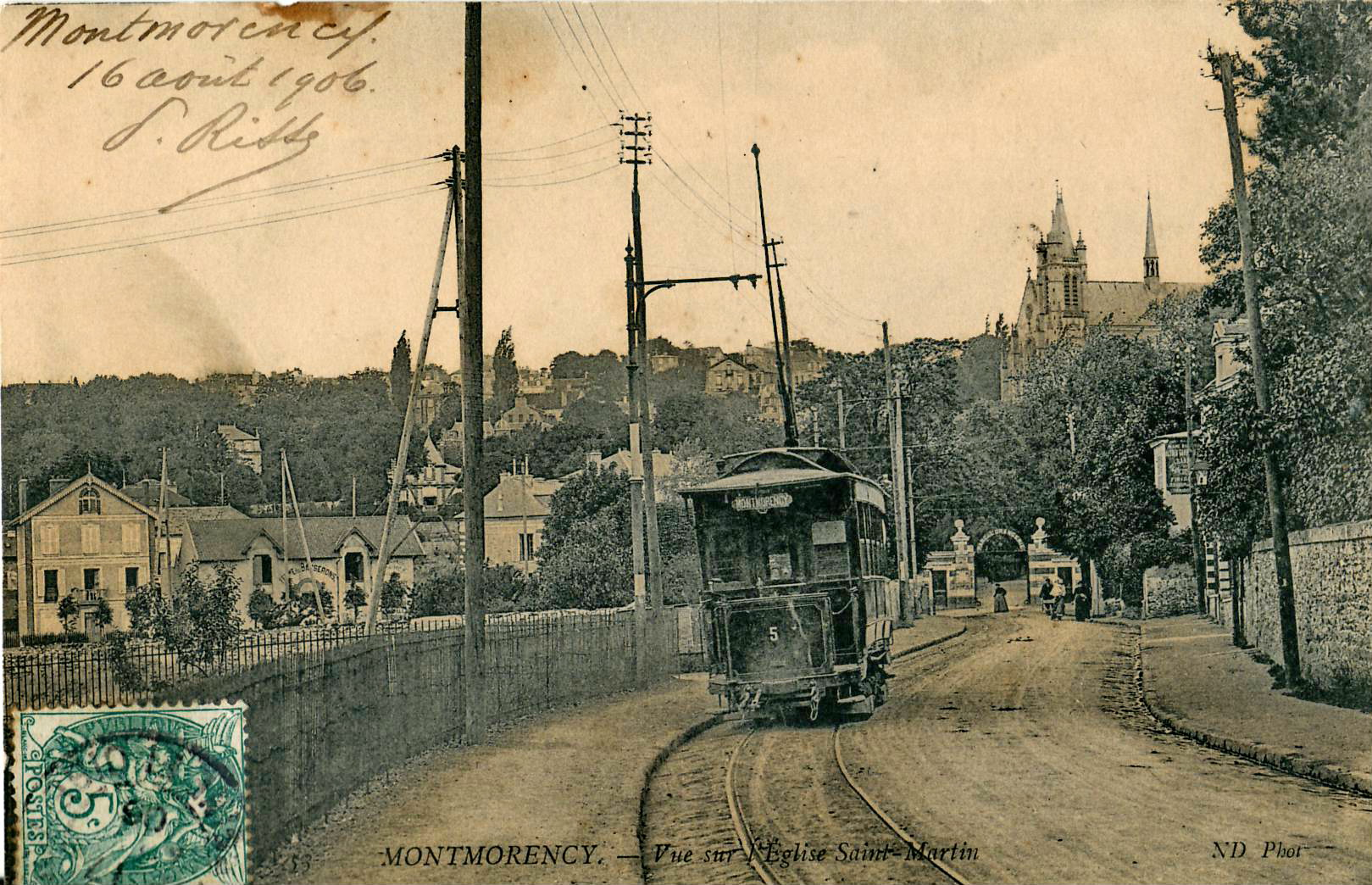
Motrice n°5 du tramway à voie métrique dans la rampe vers Montmorency

Le tramway d'Enghien à Montmorency ou ligne 69 est une ancienne ligne de tramway française qui reliait Saint-Gratien et Enghien-les-Bains à Montmorency, en Seine-et-Oise, actuel Val-d'Oise. Cette ligne à voie métrique jusqu'en 1908, à voie normale ensuite, de 6436 mètres de long, a été exploitée de 1897 à 1935 avant d'être supprimée.

## Les origines
La commune de Montmorency  est située sur une butte assez escarpée et était donc tout naturellement évitée par les lignes de chemins de fer à la fin du XIXe siècle, bien qu'elle soit devenue un lieu de villégiature apprécié par les possesseurs des riches villas qui s'y étaient construites. Seul le Refoulons desservait la commune depuis 1866, mais de manière insuffisante.
C'est pourquoi une concession fut accordée par l'ancien département de Seine-et-Oise le 17 décembre 1896 à M. Galloti pour réaliser une ligne de tramway reliant Montmorency à Saint-Gratien, via Enghien-les-Bains. Celui-ci se substitua la société du tramway de 
Montmorency - Enghien - Saint-Gratien (MSG).
Celle-ci fit réaliser les travaux de construction de la ligne par la Compagnie générale de traction (CGT), propriété du baron belge Édouard Louis Joseph Empain, qui allait se rendre célèbre en exploitant par sa filiale, la CMP, le métro de Paris.
La ligne fut mise en service le 28 octobre 1897 de Montmorency à Enghien, et le prolongement vers Saint-Gratien, long d'un kilomètre, en 1901 ou 1902.

## Tracé
La ligne à voie métrique de 6436 m a son origine rue des Haras à Montmorency, en contrebas de la Place des cerisiers, emprunte la rue Jeanne d'Arc et la rue Saint-Valery, puis la forte pente de la rue de l'Orangerie, la rue des Chesneaux et la rue du Temple.
Elle arrive ainsi par la rue du départ à la gare d'Enghien-les-Bains, et, dans cette ville passe dans la grande rue (actuelle rue du Général-de-Gaulle), longe le Lac d'Enghien et tourne à 90° pour rester en Seine-et-Oise par la rue de l'Étang (sans doute l'actuel boulevard du Lac) et gagnait la mairie de Saint-Gratien, son terminus.
La ligne était établie à voie unique, avec des évitements tous les 500 m environ pour permettre le croisement des tramways. La voie était établie sur un côté de la chaussée, en rails de 36 kg/m.

## Infrastructure
Le dépôt se trouvait rue des Loges à Montmorency, et comprenait une remise à huit voies pouvant accueillir 24 voitures, ainsi qu'une usine électrique constituée, à l'origine, de deux machines à vapeur Corliss accouplées chacune à une dynamo Thomson de 100 kW. Un troisième groupe, animant une dynamo Walker, s'y rajouta rapidement

## Exploitation

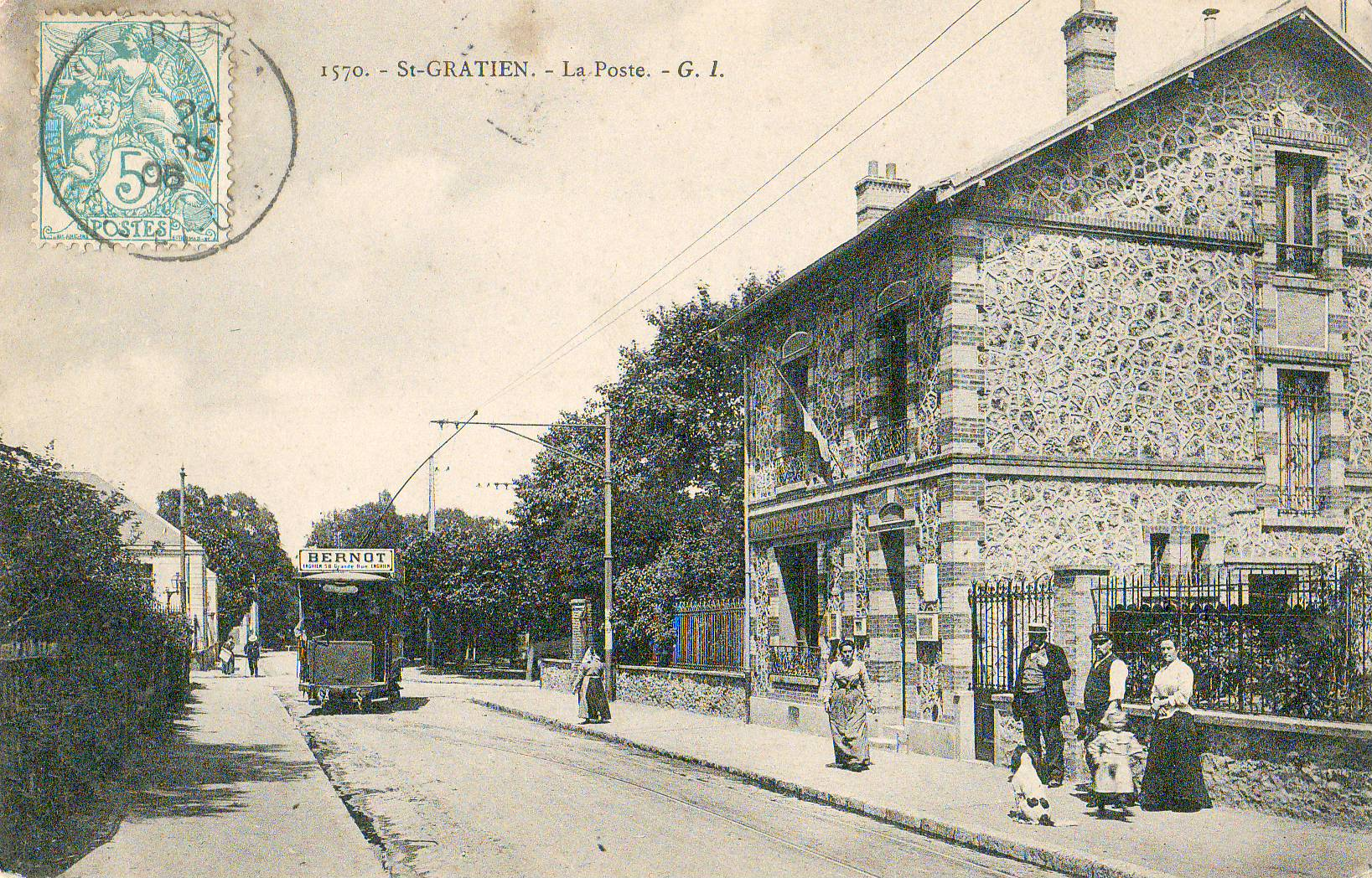
Le tramway sur la branche de Saint-Gratien, devant la poste

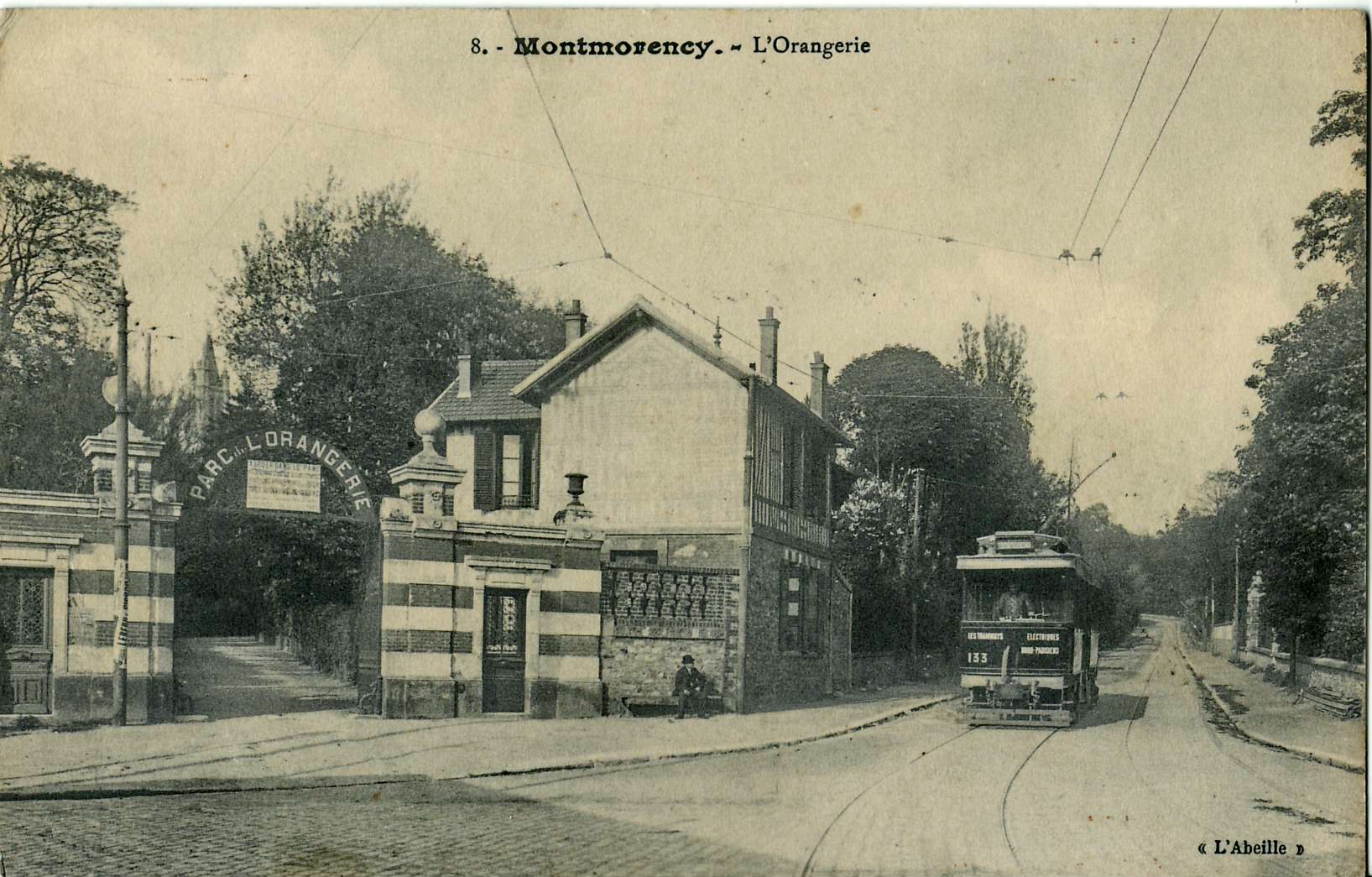
Le tramway devant le parc de l'Orangerie, à l'époque du Nord-Parisien

Compte tenu des pentes importantes à gravir pour atteindre Montmorency, avec un maximum de 90 mm/m, la traction électrique à conducteurs aériens fut retenue dès la conception de la ligne.
La ligne desservait les trois communes à raison d'un tram toutes les vingt minutes de six heures du matin à vingt-deux heures vingt. 
La ligne  fut déficitaire dès l'origine. En 1902, la compagnie transportait 649 000 voyageurs, mais n'encaissait que 115 000 F. pour 144 000 F. de dépenses. La compagnie MSG fut mise en liquidation dès 1901 et l'exploitation fut reprise par une autre entreprise de tramway, les Tramways mécaniques des environs de Paris (TMEP). La ligne est mise sous séquestre dès 1905.

### La reprise par le Nord-Parisien
La Compagnie des tramways électriques du Nord-Parisien, exploitant depuis le 26 septembre 1900 la ligne Enghien (Cygne d'Enghien) - Trinité (Paris), était intéressée pour desservir le secteur du lac d'Enghien. Elle est autorisée à reprendre en 1908 l’Enghien-Montmorency, prolongement naturel de sa ligne. Après d'importants travaux (mise à voie normale de l’Enghien-Montmorency, prolongement de l’Enghien-Trinité à la gare d'Enghien-les-Bains, la mise en service a lieu le 19 avril 1908, tout en abandonnant la branche de Saint-Gratien.
En 1910, les tramways du Nord-Parisien sont intégrés aux Tramways de Paris et du Département de la Seine. Les TPDS seront intégrés en 1921 dans la nouvelle compagnie ayant le monopole de l'exploitation des tramways dans le département de la Seine, la STCRP (Société des transports en commun de la région parisienne), la ligne étant exploitée sous le no 69.
Au 31 décembre 1921, la ligne 69, longue de 3,1 km après l'abandon de la branche de Saint-Gratien, transporte 1 221 000 voyageurs et est exploitée par trois motrices qui assurent le parcours en 18 minutes, avec une fréquence de pointe d'un tramway au quart d'heure.
La ligne disparaît dans l'indifférence générale le 2 décembre 1935, à la suite de nombreux désagréments apportés aux habitants. Elle est remplacée par un service d'autobus plus moderne et plus fiable,.

## Matériel roulant
Le matériel initial de la ligne était constitué de 6 motrices Thomson longues de 8,14 m reposant sur un truck à deux essieux de 1,8 m et disposant de deux moteurs de 25 CV. Elles pouvaient transporter 40 voyageurs dont 24 assis, et tractaient, aux beaux jours, une remorque malgré leur faible motorisation.
Leur freinage était étudié, en raison des fortes pentes de Montmorency, et elles disposaient d'un frein à sabot agissant sur les roues, un frein à patin frottant sur le rail à commande mécanique et probablement un frein rhéostatique.

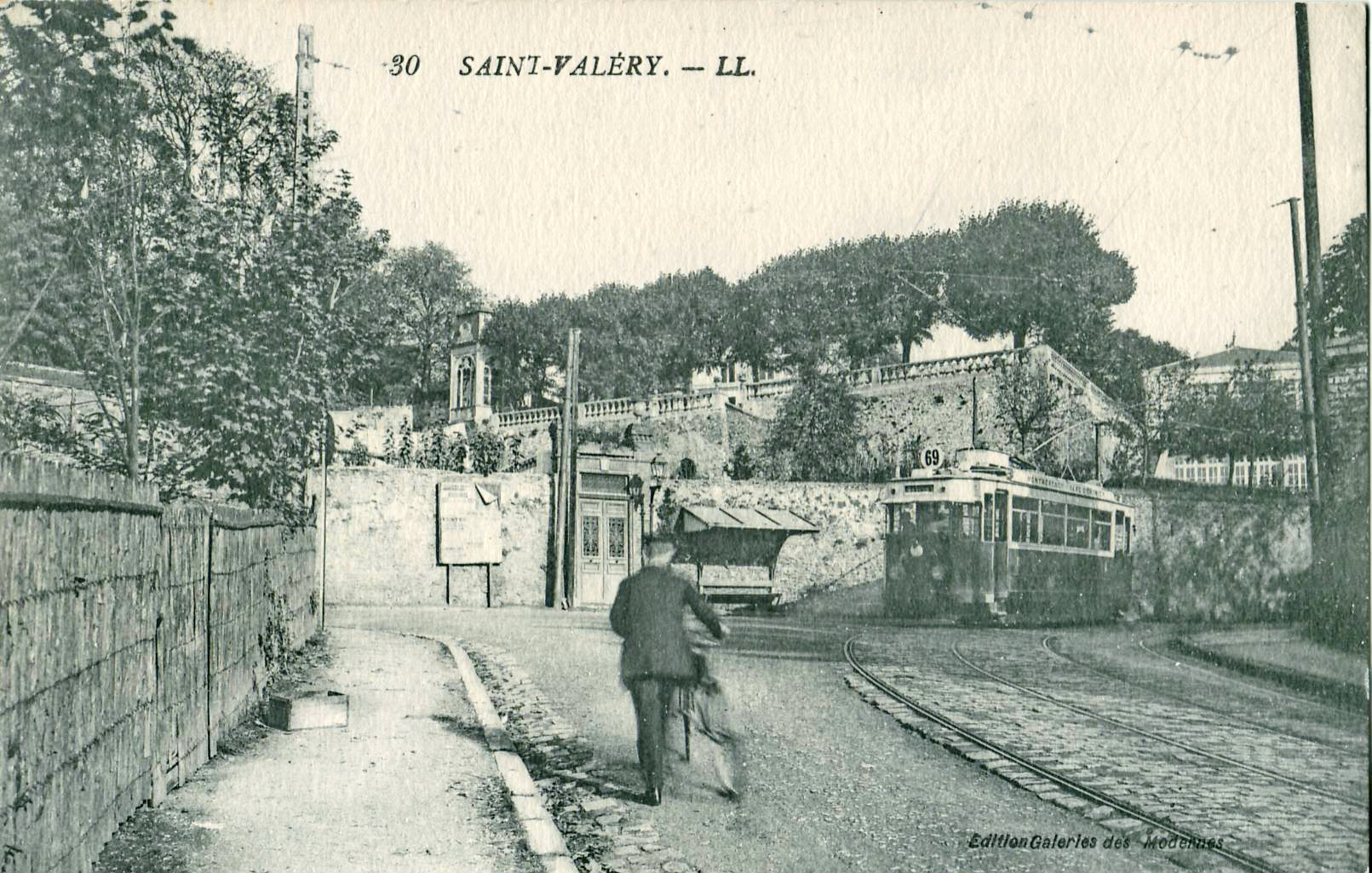
Motrice de la ligne 69 de la STCRP

Leur puissance insuffisante les fit rapidement remplacer par des motrices Walker, d'aspect comparable aux précédentes, mais montées sur deux bogies type "maximum traction". Les anciennes motrices semblent avoir été mutées sur le tramway de Sedan, également exploité par la CGT.
Le 1er janvier 1901, la ligne disposait de 6 motrices Thomson, 3 Walker et 8 remorques ouvertes.
Avec la mise à voie normale de la ligne par le Nord-Parisien, cette compagnie acquiert 5 motrices à plate-forme centrale, immatriculées 131 à 135, à bogies maximum traction dotés de deux moteurs de 35 CV, dont la puissance était toujours insuffisante pour gravir confortablement les côtes de Montmorency.
Il fallut attendre la fusion des réseaux dans la STCRP pour que la ligne, désormais numérotée 69, soit dotée de motrices plus puissantes, de type T0 dotées de freins électromagnétiques. Ces motrices furent utilisées jusqu'à la fin de l'exploitation de la ligne.

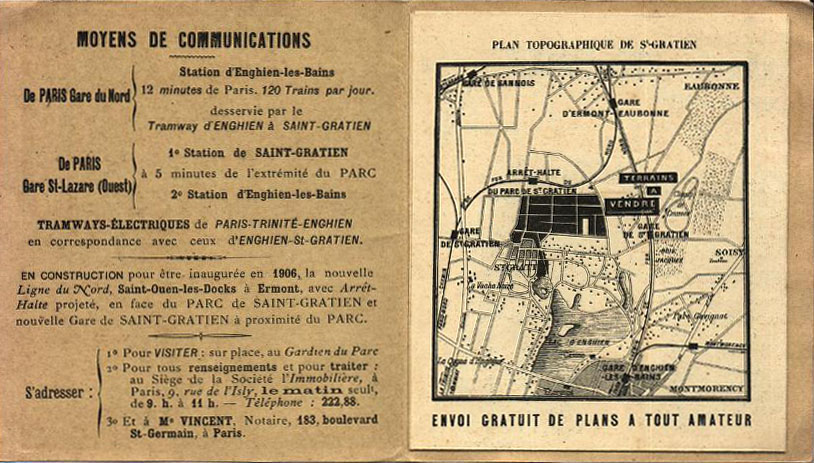
Publicité pour un lotissement à Saint-Gratien vers 1904-1905, mettant en valeur la qualité de sa desserte en transports en commun, et notamment la correspondance aisée entre le Tramway d'Enghien-Saint-Gratien et l'Enghien-Trinité.
Lotissements et desserte par les transports en commun étaient, au XIX et au début du XX, des éléments interdépendants qui permirent l'urbanisation résidentielle de la banlieue.